# Strada statale 737 di Scilla
La strada statale 737 di Scilla (SS 737) è una strada statale italiana che collega l'autostrada A2 del Mediterraneo all'omonimo comune calabrese.

## Percorso
La strada ha origine dallo svincolo di Scilla sull'autostrada A2. Si presenta a carreggiata unica e il suo percorso è caratterizzato dalla presenza in un tratto così breve di due gallerie che passano sotto le colline ad est del paese di Scilla, e di un imponente viadotto in curva che permette di scendere al livello della strada statale 18 Tirrena Inferiore nella quale si innesta.
Concepita nell'ottica di ammodernamento dell'autostrada A2, ha ottenuto la classificazione attuale nel 2015 col seguente itinerario "Svincolo di Scilla con l'A2 - Innesto con la S.S. n. 18 (Km 511+150)".